# Odense község
Odense község (dánul: Odense Kommune) Dánia 98 községének (kommune, helyi önkormányzattal rendelkező alapfokú közigazgatási egység) egyike. Központi települése Odense városa.
A 2007. január 1-jén életbe lépett közigazgatási reform nem érintette.

## Települések
Települések és népességük:
- Allese (261)
- Bellinge (4331)
- Birkum (203)
- Blommenslyst (356)
- Brændekilde (299)
- Davinde (232)
- Ejlstrup (1320)
- Fangel (460)
- Fraugde (1596)
- Holmstrup (255)
- Højby (4556)
- Lumby (774)
- Næsbyhoved Broby (1294)
- Odense (185480)
- Over Holluf (1425)
- Sankt Klemens (2523)
- Seden Strand (331)
- Skallebølle (3 - több községhez tartozik)
- Stige (2460)
- Åsum (246)